# فريدون
فريدون أو أفريدون أو آفريدون (ملقب به فريدون فرخ أي فريدون سعيد) بطل تشترك فيه أساطير إيران والهند كذلك. وهو الذي غلب الضحاك وقيده على جبل دماوند.

## في الأساطير والتواريخ
وفي الأبستاق: «والرابعة عشرة من الأرضين والإقليم الطبية التي خلقتها أنا أُهرامزَدا كانت قرِنا ذات الزوايا الأربع التي ولد لها ثرِئتَوُنا الذي حطم أزى أزيدهاكه».
وفي موضع آخر أن المجد الإلهي حينما فارق جمشيد المرة الثانية أخذه ثرئتونا وارث قبيلة أثويا الباسلة الذي كان أعظم مظفر في الناس بعد زرتشترا.
ثم نجد أفريدون في الأبستاق طبيبا. وكانت الأمراض تعزى إلى سموم الثعبان، فليس عجيبا أن يكون هازم الثعبان طبيبا. وهو في الطب يشبه ثرَيتا أوّل طبيب الذي أنزل إليه أُهرا مزَاد عشرة آلاف من الأعشاب الشافية كانت نابتة حول شجرة الخلد (هوم) البيضاء.
وقد نجد في الكتب الفارسية والعربية المتأخرة أن أفريدون أوّل من نظر في الطب وأوّل من استخرج الأدوية من النبات وأوّل من رقى المرضى.
وأسطورة أفريدون في الأبستاق تشبه أسطورة في الفيدا الهندية. وأكبر الظن أنهما تمتان إلى أصل واحد: يذكر في الفيدا ترَيتا أپتِيِا الذي أعطته الآلهة موهبة شفاء المرضى. ويذكر بطل اسمه تريتانا قتل ماردا. وينسب إلى أحدهما ما ينسب إلى الآخر. مثل ثرِئتَونا وثريتا في الأبستاق.
وأپتيا الذي يقلب به تريتا في الفيدا هو أثِويا اسم قبيلة ترئتونا في الأبستاق. وهو أبتين أو أثفِيا الذي هو اسم أبى أفريدون في الشاهنامه وغيرها من الكتب المتأخرة.
ويختلف النسابون في نسب أفريدون. ويرى ابن البلخي أن سبب الاختلاف أن أولاد جمشيد هربوا بعد الذي أصاب أباهم على يد الضحاك، وعاشوا بين رعاة البقر والغنم ألف سنة- زمان ملك الضحاك. ويَذكر بين أفريدون وجمشيد أحد عشر أبا كلهم يلقب أثفيان. وكلهم إلا آخرهم يسمى باسم يدل على بقرة وصفتها مثل «اسپيد كاو» أي البقرة البيضاء. ويقول إن اثفيان لقب مثل «كى» التي توصل بأسماء الملوك الكيانيين مثل كيخسرو وكيكاوس، وإنهم سموا بهذه الأسماء الدالة على البقر إذ كانوا رعاة، وإنه من أجل هذا اتخذ أفريدون المقمعة، وهي سلاح الرعاة، وصوّر طرفها كرأس بقرة، وإنه حينما خرج على جمشيد ركب بقرة حتى استتب له الأمر.
وفي مجمل التواريخ أن أفريدون هو ابن أبتين أو أتفيال بن همايون بن جمشيد وأن أمه فرانك أو فررنك بنت طهُور ملك جزيرة بَسلا في بحر مجدين.
وفي الشاهنامه أن أفريدون ربى بلبن البقرة العجيبة بر مايه. وفي تاريخ طبرستان لا بن اسفنديار أن أفريدون ولد في طبرستان بقرية ورَكه في حضيض جبل دماوَند، وإلى هذه القرية الجأت أم أفريدون وخدمها حين تفرّقت أسرة جمشيد فرقا من الضحاك. فلما ولد أفريدون هاجروا إلى قرية جلاب، لما بلغ السابعة من سنه كان يرسِن الأبقار في أنوفها ويركبها فكأن شمسا ثانية تطلع من «الثور» (يعني برج الثور).
وكان الصبيان يحتمون به ويهتدون برأيه. ثم هاجروا إلى قرية ما ماوجَكوه. ولحق بهم أهل اميدواركوه وجبل قارن الذين صنعوا للأمير الصغير المقمعة المشهورة التي رأسها كرأس البقرة. ثم تكاثر أتباعه فأغار على العراق، فلما بلغ إصفهان اتبعه كاوه الحداد حتى أسر الضحاك وقيده في مغارة على جبل دماوند لا تزال معروفة. فلما استقرّ له الأمر في الأقاليم السبعة تميشه حيث ترى اليوم آثار قصوره في مكان اسمه بانَصران.
ترتبط أسطورة أفريدون بالبقر في رواياتها كلها. وكذلك أساطير أعياد الفرس التي تقترن بذكرى أفريدون.
وأفريدون هو نوح الإيرانيين كما يتبين من قصته وقصة أبنائه الثلاثة سلم وتور وايرج. وقد قسم نوح الأرض بين أبنائه سام وحام ويافث كما قسمها أفريدون. وفي عهد فريدون يتسع القصص في الشاهنامه، ويبدأ الجلاد الشديد بين الإيرانيين والتورانيين.

## في الشاهنامة
قصة أفريدون في الشاهنامة واحد وخمسون ومائة وألف بيت مقسمة إلى ثلاثون. جلس فريدون على المسند بعد أن قتل الضحاك حسب الشاهنامة. وأرسل جندل إلى اليمن وذهب أبناءه إلى تلك المملكة. فجرب فريدون أبناءه هناك ثم قسم العالم بين أبنائه. فعين لسلم، وهو أكبر أولاده، أرض الروم وبلاد المغرب ولتور بلاد الصين والترك وسائر ما ينضاف إليها من تلك الولايات، ولإيرج وهو أصغرهم ممالك العراق مع أرض بابل إلى آخر بلاد الهند والإيران. وحسد سلم وتور إيرج حتى قتل بيد أخويه. فأرسل فريدون منوجهر لحرب تور وسلم وهجم منوجهر على جيش تور وقتل تور. ثم قتل منوجهر سلم وأرسل رأسه إلى فريدون. فوصى فريدون منوجهر أن يكون ملكاً من بعده. مات فريدون وكان مدة ملكه خمسمائة سنة.

## في الشعر العربي
وقد ذكر في الشعر العربي أفريدون وأبناؤه وقَسم الملك بينهم. وتقدّم بعض هذا في فصل الضحاك. ومنه قول بديع الزمان الهمداني في مدح السلطان محمود الغزنوي.
وقول بعض الشعراء:
وقول بعض الشعراء: